# Eupithecia aegyptiaca
Eupithecia aegyptiaca är en fjärilsart som beskrevs av Karl Dietze 1910. Eupithecia aegyptiaca ingår i släktet Eupithecia och familjen mätare. Inga underarter finns listade i Catalogue of Life.